# Hessenheim
Hessenheim je francouzská obec v departementu Bas-Rhin v regionu Grand Est. V roce 2014 zde žilo 593 obyvatel.

## Poloha obce
Sousední obce jsou: Artolsheim, Bootzheim, Bœsenbiesen, Heidolsheim, Mackenheim, Mussig a Ohnenheim.

## Vývoj počtu obyvatel
Počet obyvatel